# Alfeu Mitileneu
Alfeu Mitileneu (en llatí Alpheus Mytilenaeus, en grec Ἀλφειός Μυτιληναῖος) va ser un poeta grec nascut a Mitilene que va escriure una dotzena d'epigrames dels que hi ha inclosos a l'Antologia grega. Probablement va escriure en temps d'August pel que es dedueix dels seus propis epigrames (finals del segle I aC-segle i)